# Киверци
Киверци (на украински: Ківерці) е град в Западна Украйна. Той се намира във Волинска област, Киверицки район. Получава статут на град през 1957 г. Разстоянието до областния център Луцк е 12 километра. Населението на града е около 13 917 души..